# Alice Corelli
Alice Corelli (Roma, 28 novembre 2003) è una calciatrice italiana, attaccante della Roma e della nazionale Under-23 italiana.

## Carriera

### Club
Corelli si appassiona al calcio fin dalla giovanissima età dopo aver visto giocare in famiglia. Dopo aver cominciato la carriera facendo la trafila delle giovanili nella Roma, dal 2018 al 2020 è emersa come marcatrice nelle file della squadra Primavera, formando durante il campionato 2018-2019 di categoria una prolifica coppia d'attacco con Chiara Manca, siglando 15 reti in 17 incontri e concludendo, a pari merito con Manca, al vertice della classifica cannonieri della stagione. Per la stagione successiva Corelli ha formato una nuova coppia d'attacco con la nuova attaccante della Roma Primavera Serena Landa, vedendola realizzare 19 gol in 13 presenze durante la stagione regolare.
Sebbene la sua stagione regolare sia stata interrotta da un infortunio alla caviglia nel 2020, le restrizioni adottate per contenere la pandemia di COVID-19 hanno portato alla sospensione del campionato Primavera fino a settembre. Il 19 settembre 2020 Corelli si riprende dall'infortunio in tempo per segnare nella finale del campionato Primavera contro la Juventus. Suo il gol iniziale a due minuti dal calcio d'inizio e la sua Roma batte le bianconere per 2-1, laureandosi sotto la guida tecnica di Fabio Mellilo campione del campionato Primavera per la prima volta nella sua storia sportiva.
Prima di questa vittoria, Corelli ha fatto il suo debutto non ufficiale con la squadra titolare nell'amichevole pre-campionato contro la Florentia S.G., il 29 luglio 2020, al centro sportivo Giulio Onesti. Chiamata in rosa dall'allora tecnico Betty Bavagnoli, in quell'occasione ha aperto le marcature, siglando così anche la sua prima rete senior in giallorosso, al 1' dell'incontro poi concluso 4-0 per le padrone di casa. Bavagnoli decide quindi di aggregarla anche alla prima squadra per la stagione 2020-2021, impiegandola per la prima volta il 30 agosto, alla 2ª giornata di campionato, quando rileva Annamaria Serturini all'84 dell'incontro casalingo vinto 2-0 sul Pink Sport Time.
Il 29 maggio 2021, davanti al pubblico del Mapei Football Center di Sassuolo, Corelli festeggia con le compagne il suo secondo scudetto Primavera consecutivo, battendo ancora una volta la Juventus Primavera nella agguerrita finale di campionato risolta negli ultimi minuti dalla rete di Giada Tarantino.
La sua presenza in rosa per la finale di Primavera significava di fatto sacrificare ogni possibilità di apparire per la squadra titolare nella finale di Coppa Italia del giorno successivo. Corelli non ha avuto il tempo di recupero sufficiente per essere presente, ma ha visto la sua squadra battere ai rigori il Milan nella finale del 30 maggio 2021, vincendo il trofeo 2020-2021. Tuttavia, essendo in precedenza Corelli scesa in campo con la Roma nella competizione, ha ugualmente ricevuto una medaglia di vincitore della Coppa Italia insieme alle sue compagne di squadra.
Con l'arrivo del tecnico Alessandro Spugna sulla panchina della squadra per la stagione 2021-2022, Corelli trova meno spazio, marcando solamente 5 presenze in campionato e una in Coppa Italia, mantenendo comunque la fiducia della società che le rinnova il contratto fino al 30 giugno 2024.
Durante la sessione estiva di calciomercato tuttavia la società decide di accordarsi con il Pomigliano per il suo trasferimento in prestito per la stagione 2022-2023. Sotto la guida tecnica di Nicola Romaniello, Corelli debutta con la nuova maglia proprio contro le sue compagne di club, scendendo in campo da titolare nella sconfitta interna con la Roma per 2-0 alla 1ª giornata di campionato. La sua prima rete, che è anche il suo primo gol in Serie A, la sigla invece il 19 marzo 2023, alla 1ª giornata della poule salvezza, fissando al 95' il risultato nella vittoria per 4-1 sul Parma.
Il 1º agosto 2023, Corelli viene ceduta in prestito per una stagione al Napoli, neopromosso in Serie A, insieme alle compagne di squadra Kajzba e Gallazzi. In maglia azzurra fa il suo debutto da titolare fin dal primo impegno della squadra in Coppa Italia, vittoria per 2-0 sulla Res Roma, continuando a riscuotere fiducia da parte del tecnico Biagio Seno che la impiega dalla 1ª giornata di campionato. Condivide con le compagne il difficile cammino della squadra che milita sempre a fondo classifica riuscendo a trovare la salvezza solo dopo lo spareggio con la Ternana. Al termine della stagione rientra in organico con la Roma lasciando la società partenopea con un tabellino di 23 presenze, con 2 gol, in camipionato alle quali si sommano le 4, con una rete, in Coppa.
Il 17 ottobre 2024 segna la sua prima rete internazionale, nella vittoria delle giallorosse per 6-1 sul campo del Galatasaray valida per la fase a gironi di Champions League. Segna poi il suo primo gol in campionato con la maglia giallorossa il 25 gennaio 2025, in occasione della sconfitta per 3-2 sul campo del Milan.

## Statistiche

### Presenze e reti nei club
Statistiche aggiornate al 17 maggio 2025.
| Stagione        | Squadra         | Campionato      | Campionato | Campionato | Coppe nazionali | Coppe nazionali | Coppe nazionali | Coppe continentali | Coppe continentali | Coppe continentali | Altre coppe | Altre coppe | Altre coppe | Totale | Totale |
| Stagione        | Squadra         | Comp            | Pres       | Reti       | Comp            | Pres            | Reti            | Comp               | Pres               | Reti               | Comp        | Pres        | Reti        | Pres   | Reti   |
| --------------- | --------------- | --------------- | ---------- | ---------- | --------------- | --------------- | --------------- | ------------------ | ------------------ | ------------------ | ----------- | ----------- | ----------- | ------ | ------ |
| 2019-2020       | Roma            | A               | -          | -          | CI              | -               | -               | -                  | -                  | -                  | -           | -           | -           | -      | -      |
| 2020-2021       | Roma            | A               | 11         | 0          | CI              | 4               | 1               | -                  | -                  | -                  | SI          | 1           | 0           | 16     | 1      |
| 2021-2022       | Roma            | A               | 5          | 0          | CI              | 1               | 0               | -                  | -                  | -                  | SI          | 0           | 0           | 6      | 0      |
| 2022-2023       | Pomigliano      | A               | 22+2       | 4          | CI              | 3               | 0               | -                  | -                  | -                  | -           | -           | -           | 27     | 4      |
| 2023-2024       | Napoli          | A               | 23         | 2          | CI              | 4               | 1               | -                  | -                  | -                  | -           | -           | -           | 27     | 3      |
| 2024-2025       | Roma            | A               | 17         | 2          | CI              | 4               | 2               | UWCL               | 6                  | 2                  | SI          | 1           | 1           | 28     | 7      |
| Totale Roma     | Totale Roma     | Totale Roma     | 33         | 2          | -               | 9               | 3               | -                  | 6                  | 2                  | -           | 2           | 1           | 50     | 8      |
| Totale carriera | Totale carriera | Totale carriera | 81         | 8          | -               | 16              | 3               | -                  | 6                  | 2                  | -           | 2           | 1           | 104    | 15     |

## Palmarès

### Club

#### Competizioni giovanili
- Campionato Primavera: 3

Roma: 2019-2020, 2020-2021, 2021-2022

#### Competizioni nazionali
- Coppa Italia: 1

Roma: 2020-2021
- Supercoppa italiana: 1

Roma: 2024

### Individuale
- Capocannoniere del campionato Primavera: 1

2018-2019 (15 reti)